# Pontotoc (Missisipi)
Pontotoc – miasto w Stanach Zjednoczonych, w stanie Missisipi, siedziba administracyjna hrabstwa Pontotoc.